# 福光町
福光町（ふくみつまち）は、かつて富山県西礪波郡にあった町。2004年（平成16年）11月1日に福光町を含む7自治体が合併して南砺市が発足し、福光町は廃止された。廃止時点の人口は約2万人だった。

## 地理
富山県の南西部に位置し、南北に小矢部川が流れていた。医王山の山麓にあった。
- 山: 医王山、順尾山、大倉山、赤堂山、月ヶ原山、多子津山、大門山、猿ヶ山、桑山
- 河川: 小矢部川、明神川、打尾川、山田川
- 湖沼: 刀利ダム湖、臼中ダム湖、つつじヶ池（法林寺ダム湖）

### 隣接していた自治体
- 富山県
  - 小矢部市
  - 東礪波郡 福野町、城端町、井口村、上平村
- 石川県
  - 金沢市

## 歴史
- 1889年（明治22年）4月1日 - 町村制の施行により、礪波郡福光町が発足する。この時点での面積は1.71km2[1]。
- 1896年（明治29年）3月 - 郡制の施行のため、礪波郡が分割して、西礪波郡が発足により、西礪波郡に所属となる。
- 1952年（昭和27年）5月1日 - 西礪波郡福光町、石黒村、西太美村、東太美村、広瀬村、広瀬館村、太美山村、吉江村、東礪波郡北山田村及び山田村が合併して、西礪波郡福光町が発足する。村役場は旧吉江村役場（大字荒木村5382番地）を使用する[2]。
- 1955年（昭和30年）
  - 4月1日 - 西礪波郡南蟹谷村を編入する。
  - 6月1日 - 村役場は荒木村1550番地に移転[2]。
- 1956年（昭和31年）2月1日 - 旧東礪波郡山田村の区域の一部である、大字細木、大字大窪、大字雁巻島、大字梅井、大字中筋、大字野田字村中島及び大字野田字蝋木島の区域が東礪波郡城端町に編入する。
- 1957年（昭和32年）8月1日 - 西礪波郡西野尻村の区域の内、岩木及び岩安の区域を編入する（区域の残部は砺中町（後に小矢部市）、福野町が編入する。）。
- 1979年（昭和54年）4月11日 - 福光大火。14,214平方メートルが焼け、57戸116棟、242人が被災し、41人が負傷した[3]。
- 1999年（平成11年）5月14日 - 西礪波郡福光町、東礪波郡城端町、平村、上平村及び岐阜県大野郡白川村で構成する「南砺広域連合」が設立する。
- 2004年（平成16年）11月1日 - 東礪波郡福野町、城端町、平村、上平村、利賀村、井波町、井口村及び西礪波郡福光町が合併して、南砺市が発足する。

### 町名の由来
この地に清水が噴出していて、「噴き満つる」が福光になったといわれている。

## 行政
- 廃止時の町長：桃野忠義（1990年（平成2年）11月4日 - 2004年（平成16年）10月31日）

## 経済

### 産業
- 特産品として、干し柿・米菓・木製バット[4]、かぶら寿司などがある。
- 産業人口（2000年（平成12年）国勢調査）
  - 第一次産業就業人口　　737人
  - 第二次産業就業人口　5,188人
  - 第三次産業就業人口　5,196人

### 戦前の商工業者
- 石崎佐太郎（米穀肥料商）[5]
- 大江和一郎（米穀肥料商）[5]
- 大塚善蔵（米穀肥料、海産物、食塩）[5]
- 紙居幸助（米穀、生糸業）[5]
- 中邨林造（精米業）[5]
- 吉居喜之助（米穀肥料、荒物卸、問屋、福光精米、合資会社、精米特約販売）[5]
- 城戸長八（米雑穀商）[5]
- 石崎作兵衛（海産物、魚鳥獣、肥料）[5]
- 浦出仁三郎（缶詰、魚類商）[5]
- 前田文次郎（魚類、缶詰、乾物）[5]
- 荒木外吉（海産物、鮮魚商）[5]
- 石崎文平（製糸業、酒造業、倉庫業）[5]
- 大塚喜右衛門（生糸屑物、繭真綿商）[5]
- 中川和三郎（生糸屑物、繭問屋）[5]
- 松村清作（生糸屑物、繭問屋）[5]
- 本田平三郎（麻布製造）[5]
- 片村嘉市（国産麻布卸問屋、帝国製麻株式会社製品特約販売、大日本人造肥料特約販売）[5]
- 瀬能源四郎（国産麻布製造販売）[5]
- 本田幸次郎（呉服太物、羅紗物、各種商）[5]
- 吉江作兵衛（呉服商）[5]
- 吉江作太郎（呉服商、富山県多額納税者）[6]

1900年出生。呉服商を営み、富山県多額納税者に列す。
- 高木善蔵（呉服太物商）[5]
- 勢藤源次郎（呉服商）[5]
- 松村安太郎（御菓子司 松聲堂）[5]
- 水越秀雄（備中毛皮会社北陸総代理店新案特許自転車用サドルカバー、秀盛堂）[5]
- 吉江文蔵（内外雑貨商並びに官製煙草）[5]

店・企業
- 山村商店（繭生糸屑物委託販売）[5]
- 横絈合資会社（国産麻布卸問屋）[5]

農業
『大日本篤農家名鑑』によれば、福光町の篤農家は、「廣岡孝、片山直一郎、波多善六、武田善次」などである。

## 姉妹都市・提携都市
- 紹興市（中華人民共和国 浙江省）
  - 1983年3月21日友好都市提携
- 1991年9月8日にスイス･アローザ村のアローザスキー場とイオックス・アローザスキー場が友好協定を結んでいる。

## 教育

### 小学校
- 福光町立福光中部小学校（現在の南砺市立福光中部小学校）
- 福光町立福光西部小学校（現在は福光中部小学校に統合）
- 福光町立福光東部小学校（現在の南砺市立福光東部小学校）
- 福光町立福光南部小学校（現在の南砺市立福光南部小学校）

### 中学校
- 福光町立福光中学校（現在の南砺市立福光中学校）
- 福光町立吉江中学校（現在の南砺市立吉江中学校）

### 高等学校
- 富山県立福光高等学校（現在の富山県立南砺福光高等学校）

### その他の学校
- 富山県立となみ養護学校（現在の富山県立となみ総合支援学校）

## 交通

### 鉄道路線
- 城端線（福光駅、越中山田駅）

### 道路
高速道路
- 東海北陸自動車道福光IC

一般国道
- 国道304号

主要地方道
- 石川県道・富山県道10号金沢湯涌福光線
- 富山県道20号砺波福光線
- 石川県道・富山県道27号金沢井波線
- 富山県道42号小矢部福光線
- 富山県道48号福光福岡線
- 富山県道54号福光上平線

一般県道
- 富山県道274号砂子谷埴生線
- 富山県道277号福野城端線
- 富山県道285号西勝寺福野線
- 富山県道289号臼中福光線
- 富山県道290号福光停車場線
- 富山県道291号才川七城端線
- 富山県道292号城端嫁兼線
- 富山県道293号長楽寺福光線
- 富山県道355号才川七法林寺線

道の駅
- 福光

## 名所・旧跡・観光スポット・祭事・催事

### 名所・旧跡
- 小矢部川公園
- 刀利長瀞峡
- 宗守館
- 福光城址栖霞園
- 巴御前松公園（巴御前の終焉の地と伝わる[8]）

### 温泉
- 福光華山温泉
- 川合田温泉
- 法林寺温泉
- ぬく森の郷
- 福光温泉
- 高窪温泉
- 湯谷温泉

### 観光施設
- 南砺市立福光美術館
  - 分館 棟方志功記念館「愛染苑」、「鯉雨画斎」（旧棟方志功住居）
- 南砺バットミュージアム

### 娯楽施設
- イオックス・アローザ - スキー場
- 南砺市クレー射撃場
- 福光スタジオベル - ライブハウス

1960年（昭和35年）の福光町には以下の映画館が存在した。
- 寿座 - 劇場・映画館（〜1960年代）
- 福光劇場 - 映画館（〜1970年代）

### 祭事・催事
- 宇佐八幡宮春季祭礼（4月の第3日曜日）
- 福光ねつおくり七夕祭り（7月下旬）

## 出身・ゆかりのある人物

### 政治・経済・行政
- 松村謙三（政治家） - 元厚生相、農相、文相。福光町名誉町民。
- 河合良成（官僚、実業家、政治家） - 元厚生相。元小松製作所社長。福光町名誉町民。
- 林幸秀（官僚） - 元文部科学審議官。
- 中川文蔵（開拓農民、雑貨商兼家畜商、政治家） - 元北海道広尾町議会議員。政治家中川一郎・中川義雄の父、中川昭一の祖父。文蔵の父・五八郎は福光法林寺の出身[10]。中川文蔵は14歳の時、福光から北海道へ移住した[11]。
- 庵栄伸（銀行家） - 北陸銀行頭取、ほくほくフィナンシャルグループ社長。
- 齊藤栄吉（銀行家） - 富山銀行頭取。

### 文化
- 石崎光瑤（日本画家）
- 松村秀太郎（彫刻家）
- 棟方志功（板画家） - 戦時疎開で1945年（昭和20年）から1951年（昭和26年）まで在住した。
- 竹田憲宗（北海道日本ハムファイターズ代表取締役社長）[12]
- 山村美樹（元北日本放送アナウンサー）
- 松原秀典（アニメーター）